# حباب مسکن ایالات متحده در دهه ۲۰۰۰

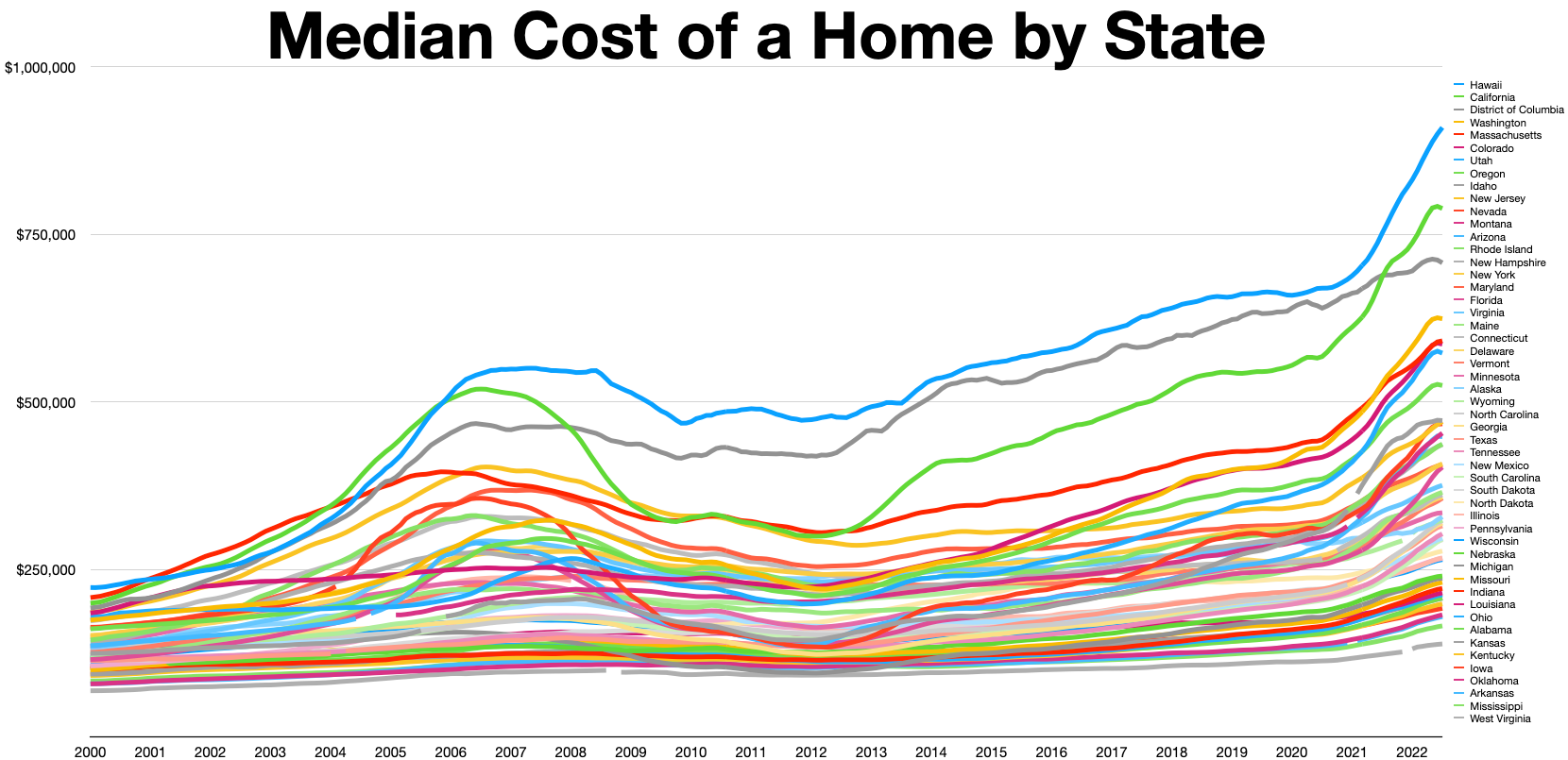
هزینه مسکن طبق ایالت

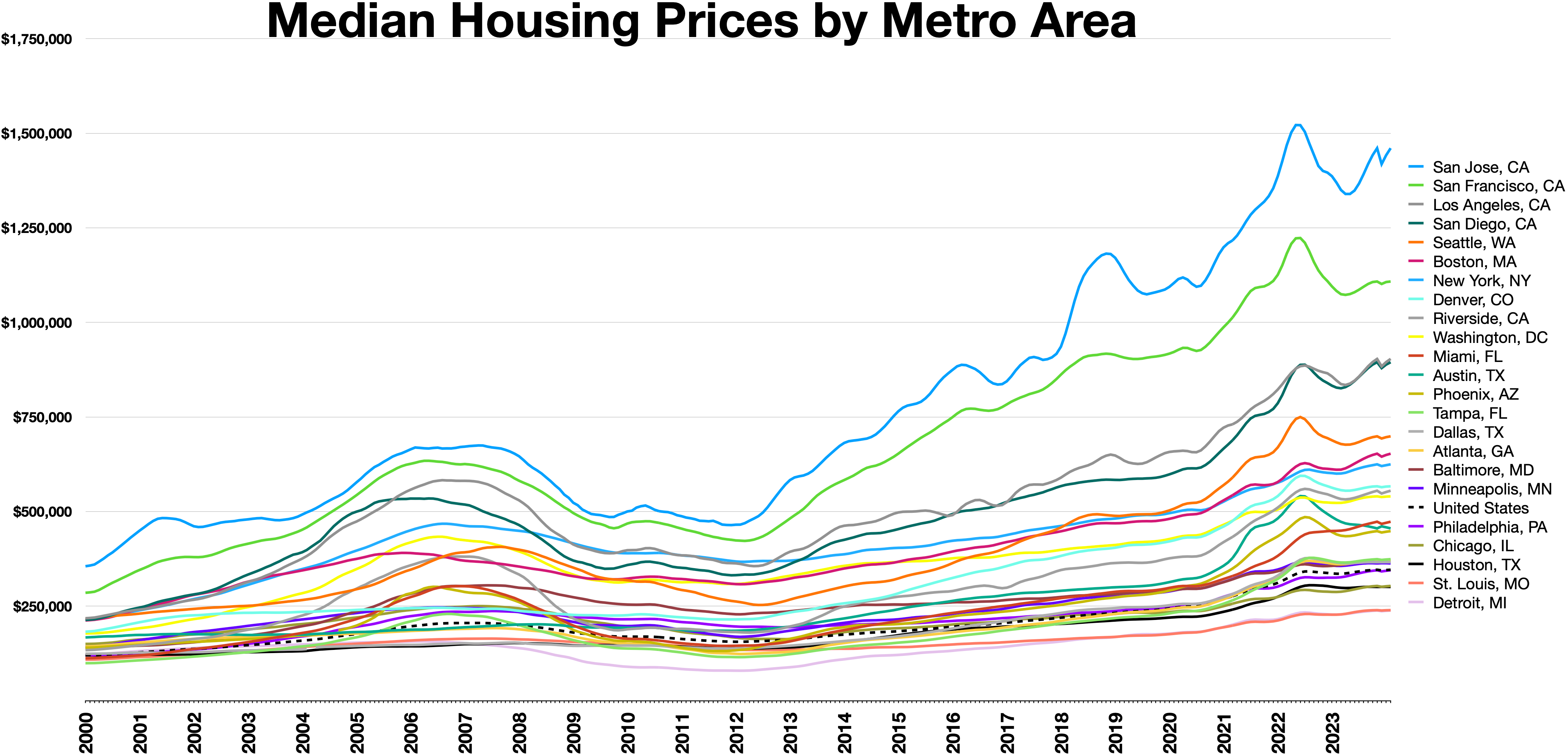
میانگین قیمت مسکن بر اساس منطقه کلان‌شهری

حباب مسکن ایالات متحده در دهه ۲۰۰۰ (انگلیسی: 2000s United States housing bubble) یک حباب املاک و مستغلات بود که بیش از نیمی از ایالت‌های ایالات متحده را تحت تأثیر قرار داد. این حباب محرکی برای بحران رهن دون اعتبار بود. قیمت مسکن در اوایل سال ۲۰۰۶ به اوج خود رسید، در سال‌های ۲۰۰۶ و ۲۰۰۷ شروع به کاهش کرد و در سال ۲۰۱۱ به پایین‌ترین حد خود رسید. در ۳۰ دسامبر ۲۰۰۸، شاخص قیمت مسکن کیس-شیلر بزرگ‌ترین کاهش قیمت خود را در تاریخ خود گزارش کرد. بحران اعتباری ناشی از ترکیدن حباب مسکن یکی از دلایل مهم رکود بزرگ در ایالات متحده است.
افزایش نرخ‌های توقیف اموال در سال‌های ۲۰۰۶–۲۰۰۷ در میان مالکان خانه‌های ایالات متحده منجر به بحران در اوت ۲۰۰۸ برای وام‌های فرعی، Alt-A، تعهدات رهنی وثیقه‌شده (CDO)، وام مسکن، اعتبار، صندوق‌های پوشش ریسک، و بازارهای بانک‌های خارجی شد.در اکتبر ۲۰۰۷، هنری پالسون، وزیر خزانه داری ایالات متحده، ترکیدن حباب مسکن را «مهم‌ترین خطر برای اقتصاد ما» خواند.
هر گونه فروپاشی حباب مسکن ایالات متحده نه تنها بر ارزش‌گذاری خانه‌ها، بلکه بر بازارهای وام مسکن، سازندگان مسکن، املاک، فروشگاه‌های خرده‌فروشی عرضه خانه، صندوق‌های تأمینی وال استریت که توسط سرمایه‌گذاران بزرگ نهادی و بانک‌های خارجی نگهداری می‌شود، تأثیر مستقیم دارد و این خطر یک رکود در سراسر کشور را افزایش می‌دهد. نگرانی‌ها در مورد تأثیر فروپاشی بازار مسکن و اعتبار بر روی بخش بزرگتر اقتصاد ایالات متحده باعث شد که جورج دبلیو بوش، رئیس‌جمهور آمریکا و بن برنانکی، رئیس فدرال رزرو، برنامه نجات مالی محدودی را در حمایت از بازار مسکن ایالات متحده برای مالکانی که قادر به پرداخت بدهی وام مسکن خود نیستند، اعلام کنند.
تنها در سال ۲۰۰۸، دولت ایالات متحده بیش از ۹۰۰ میلیارد دلار به وام‌های ویژه و برنامه نجات مربوط به حباب مسکن ایالات متحده اختصاص داد. این مبلغ بین بخش دولتی و بخش خصوصی به اشتراک گذاشته شد. به دلیل سهم بزرگی که فنی می و فردی مک (که هر دو شرکت‌های تحت حمایت دولت هستند) و همچنین اداره مسکن فدرال از بازار داشتند، آنها سهم قابل توجهی از حمایت دولت، حتی با وجود اینکه وام‌های مسکن آنها با محافظه‌کاری بیشتری تعهد می‌شد و عملاً عملکرد بهتری نسبت به بخش خصوصی داشت دریافت کردند.

## پیشینه

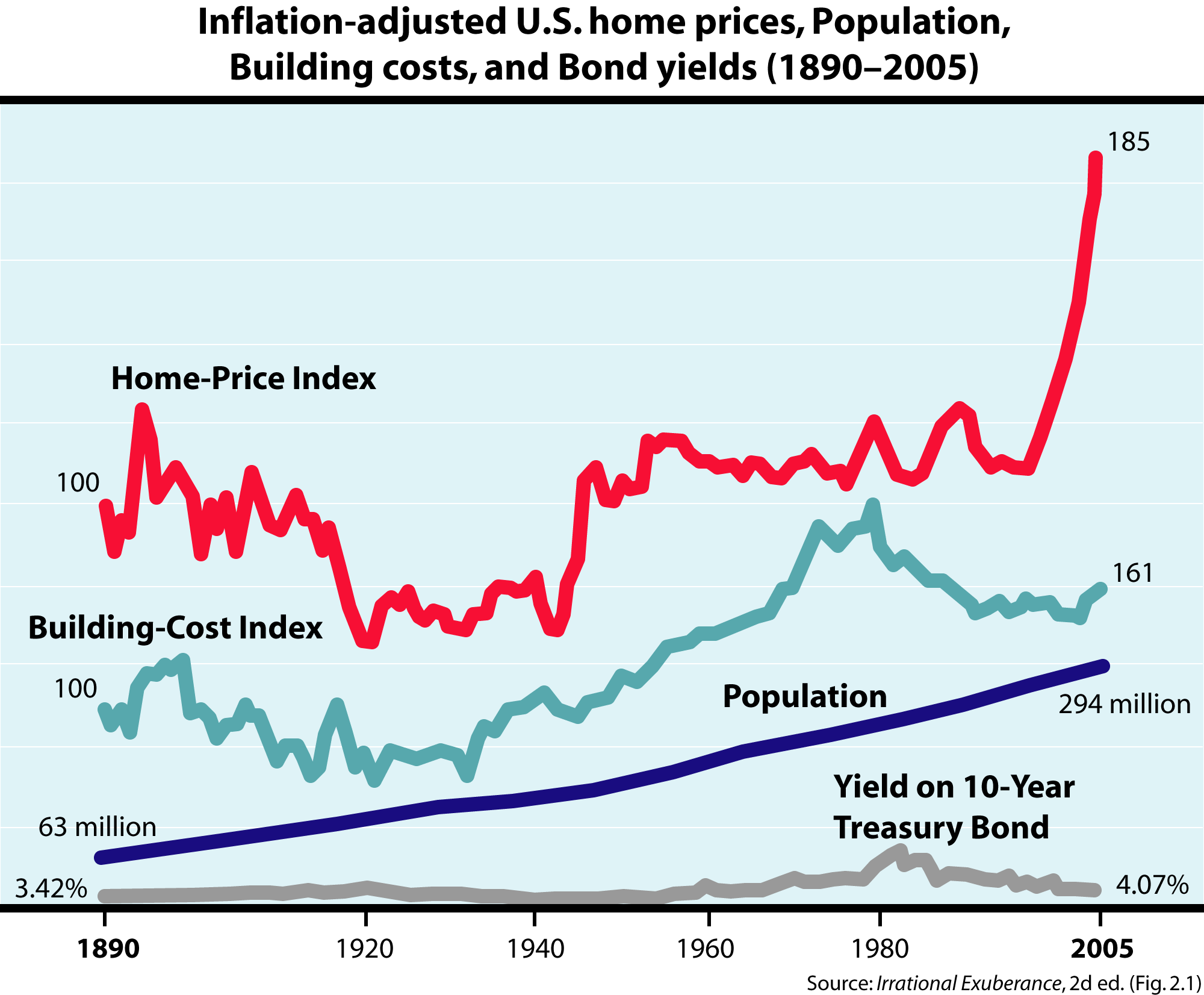
شکل ۱: شکل ۱: طرح رابرت شیلر از قیمت مسکن، جمعیت، هزینه‌های ساختمان، و بازده اوراق قرضه ایالات متحده، از کتاب سرخوشی غیر عقلائی، ویرایش دوم.[۱]شیلر نشان می‌دهد که قیمت‌های مسکن تعدیل‌شده با تورم در ایالات متحده از سال ۱۸۹۰ تا ۲۰۰۴ ۰٫۴ درصد در سال و از سال ۱۹۴۰ تا ۲۰۰۴ ۰٫۷ درصد در سال افزایش یافته‌است، در حالی که داده‌های سرشماری ایالات متحده از ۱۹۴۰ تا ۲۰۰۴ نشان می‌دهد که ارزش آنها به شکل خود ارزیابی شده سالانه ۲ درصد افزایش یافته‌است.

قیمت زمین بسیار بیشتر از سازه‌ها در افزایش قیمت‌ها نقش داشته‌است. این را می‌توان در شاخص هزینه ساختمان در شکل ۱ مشاهده کرد. ارزش تخمینی زمین در هزینه کل یک خانه را می‌توان با کم کردن ارزش جایگزینی سازه و تعدیلات لازم بابت هزینه استهلاک سازه، از قیمت خانه به دست آورد. با استفاده از این روش، دیویس و پالمبو ارزش زمین را برای ۴۶ منطقه کلان‌شهری
ایالات متحده محاسبه کردند، که می‌توان آن را در وب سایت مؤسسه لینکلن برای سیاست زمین پیدا کرد.
حباب‌های مسکن ممکن است در بازارهای محلی یا جهانی املاک رخ دهد. در مراحل پایانی خود، معمولاً با افزایش سریع ارزش گذاری املاک مشخص می‌شوند تا زمانی که به سطوح ناپایدار نسبت به درآمد، نسبت قیمت به اجاره، و سایر شاخص‌های اقتصادی استطاعت مالی دست یابند. این ممکن است با کاهش قیمت مسکن همراه باشد که منجر به این می‌شود که بسیاری از مالکان خود را در موقعیتی با ارزش سرمایه منفی - بدهی وام مسکن بالاتر از ارزش ملک- بیابند. دلایل اصلی حباب مسکن پیچیده‌است. عوامل عبارتند از سیاست مالیاتی (معافیت مسکن از عایدی سرمایه)، نرخ بهره پایین از نظر تاریخی، استانداردهای ضعیف وام دهی، عدم مداخله رگولاتورها، و تب سوداگرانه. این حباب ممکن است مربوط به بازار سهام یا حباب دات کام دهه ۱۹۹۰ باشد. این حباب تقریباً با حباب‌های املاک و مستغلات بریتانیا، هنگ کنگ، اسپانیا، لهستان، مجارستان و کره جنوبی همزمان است.
در حالی که ممکن است حباب‌ها در حال پیشرفت قابل شناسایی باشند، اما حباب‌ها را می‌توان به‌طور قطعی تنها در آینده پس از اصلاح بازار اندازه‌گیری کرد، که در سال ۲۰۰۵–۲۰۰۶ برای بازار مسکن ایالات متحده آغاز شد. رئیس سابق هیئت مدیره فدرال رزرو ایالات متحده، آلن گرینسپن، گفت: «ما در مسکن حباب داشتیم»، و همچنین در پی بحران وام مسکن و بحران اعتباری در سال ۲۰۰۷، گفت: "من واقعاً تا قبل از اواخر سال ۲۰۰۵ و ۲۰۰۶ متوجه آن نشدم."
در سال ۲۰۰۱، آلن گرینسپن نرخ بهره را به پایین ۱٪ کاهش داد تا پس از حباب ".com" اقتصاد بتواند جهش کند. پس از آن بود که بانکداران و دیگر شرکت‌های وال استریت به دلیل ارزان بودن پول قرض گرفتند.
بحران وام مسکن و اعتبار ناشی از ناتوانی تعداد زیادی از صاحبان خانه در پرداخت وام مسکن خود بود، زیرا وام مسکن با نرخ اولیه پایین به نرخ‌های بهره عادی بازگشت. ریچارد سیرون، مدیرعامل فردی مک، نتیجه گرفت: «ما یک حباب داشتیم»، و با هشدار رابرت شیلر، اقتصاددان دانشگاه ییل، موافق بود که قیمت خانه بیش از حد ارزش گذاری شده‌است و این اصلاح می‌تواند سال‌ها طول بکشد و تریلیون‌ها دلار از ارزش خانه از بین برود. گرینسپن نسبت به «کاهش دو رقمی بزرگ» در ارزش خانه‌ها «بیشتر از آنچه اکثر مردم انتظار دارند» هشدار داد.
مشکلات برای صاحبان خانه با اعتبار خوب در اواسط سال ۲۰۰۷ ظاهر شد و باعث شد که بزرگ‌ترین وام دهنده مسکن ایالات متحده، Countrywide Financial، هشدار دهد که انتظار نمی‌توان داشت حداقل تا سال ۲۰۰۹ بهبودی در بخش مسکن رخ دهد زیرا قیمت مسکن «تقریباً» به مانند آنچه که تا به حال رخ نداده‌است در حال سقوط است، به استثنای رکود بزرگ».

## ردیابی

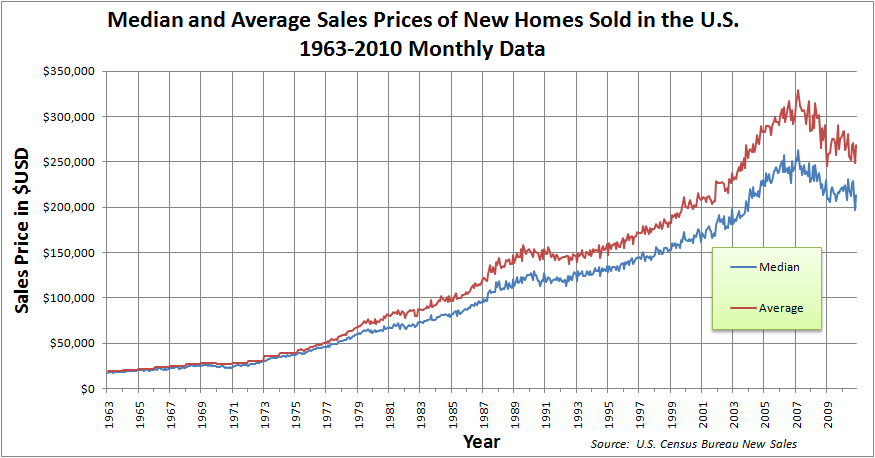
نموداری که میانگین و میانگین قیمت فروش خانه‌های جدید فروخته شده در ایالات متحده را بین سال‌های ۱۹۶۳ و ۲۰۱۰ نشان می‌دهد.

اگرچه شناسایی یک حباب اقتصادی به جز در آینده دشوار است، عوامل اقتصادی و فرهنگی متعددی باعث شد که بسیاری از اقتصاددانان (به ویژه در اواخر سال ۲۰۰۴ و اوایل سال ۲۰۰۵) استدلال کنند که یک حباب مسکن در ایالات متحده وجود دارد. دین بیکر حباب را در اوت ۲۰۰۲ شناسایی کرد و پس از آن بارها در مورد ماهیت و عمق آن و دلایل سیاسی نادیده گرفته شدن آن هشدار داد. پیش از آن، رابرت پرچتر مانند پروفسور شیلر در انتشار اولیه خود از شور و شعف غیر منطقی در سال ۲۰۰۰، به‌طور گسترده در مورد آن نوشت.
ترکیدن حباب مسکن توسط تعدادی از تحلیلگران سیاسی و اقتصادی، مانند جفری رابرت هان در سرمقاله ۳ مارس ۲۰۰۳ پیش‌بینی شد. هان نوشت:
[ما] می‌توانیم از فروپاشی حباب اعتباری و متعاقب آن فروش سهام [(کاهش)] سود ببریم. با این حال، املاک و مستغلات هنوز در کاهش قیمت‌ها که از طریق فروش (و سلب مالکیت) تغذیه می‌شود، شرکت نکرده‌اند.
مگر اینکه دلیل مشخصی برای این باور داشته باشید که املاک و مستغلات برای چندین سال از همه سرمایه‌گذاری‌های دیگر بهتر عمل می‌کنند، ممکن است این زمان را برای نقد کردن املاک سرمایه‌گذاری (برای استفاده در بازارهای سودآورتر) در نظر بگیرید).
بسیاری با هر گونه پیشنهادی مبنی بر وجود حباب مسکن، به ویژه در اوج آن از سال ۲۰۰۴ تا ۲۰۰۶، مخالفت کردند و برخی برچسب «حباب خانه» را در سال ۲۰۰۸ رد کردند. ادعاهایی مبنی بر اینکه هیچ هشداری دربارهٔ بحران وجود ندارد در مقاله ای در اوت ۲۰۰۸ در نیویورک تایمز رد شد، که گزارش داد در اواسط سال ۲۰۰۴ ریچارد اف. سیرون، مدیر عامل فردی مک، یادداشتی از دیوید آندروکونیس، مدیر شرکت دریافت کرد. افسر ارشد سابق ریسک، به او هشدار داد که فردی مک وام‌های پرریسکی را تأمین مالی می‌کند که ثبات مالی فردی مک را تهدید می‌کند. آقای اندروکونیس در یادداشت خود نوشت که این وام‌ها «احتمالاً خطر مالی و اعتباری عظیمی برای شرکت و کشور به همراه خواهند داشت». این مقاله فاش کرد که بیش از دوجین نفر از مدیران عالی‌رتبه گفتند که آقای Syron به سادگی تصمیم گرفته‌است که هشدارها را نادیده بگیرد.
هشدارهای دیگر در اوایل سال ۲۰۰۱، زمانی که ادوارد گراملیچ، فرماندار فقید فدرال رزرو در مورد خطرات ناشی از وام‌های وام‌های گران‌قیمت هشدار داد، مطرح شد. در سپتامبر ۲۰۰۳، در جلسه استماع کمیته خدمات مالی مجلس نمایندگان، ران پل، نماینده کنگره، حباب مسکن را شناسایی کرد و مشکلاتی را که ایجاد می‌شود پیش‌بینی کرد: "مانند همه حباب‌هایی که به‌طور مصنوعی ایجاد می‌شوند، رونق قیمت مسکن نمی‌تواند برای همیشه ادامه یابد. وقتی قیمت مسکن کاهش می‌یابد. علاوه بر این، دارندگان بدهی وام مسکن نیز ضرر خواهند داشت.» رویترز در اکتبر ۲۰۰۷ گزارش داد که یک تحلیلگر مریل لینچ نیز در سال ۲۰۰۶ هشدار داده بود که شرکت‌ها ممکن است از این سرمایه‌گذاری‌های دون اعتبار خود متضرر شوند.
مجله اکونومیست بیان کرد: «افزایش قیمت مسکن در سراسر جهان بزرگ‌ترین حباب تاریخ است»، بنابراین هر توضیحی نیاز به بررسی علل جهانی آن و همچنین دلایل خاص ایالات متحده دارد. آلن گرینسپن، رئیس وقت هیئت مدیره فدرال رزرو در اواسط سال ۲۰۰۵ گفت که "حداقل، کمی "کف" (در بازار مسکن ایالات متحده) وجود دارد… سخت است که نبینیم که حباب‌های محلی زیادی وجود دارد". گرینسپن در سال ۲۰۰۷ اعتراف کرد که کف "تعبیر بهتری نسیت به یک حباب بود".در اوایل سال ۲۰۰۶، پرزیدنت بوش در مورد رونق مسکن ایالات متحده گفت: «اگر خانه‌ها بیش از حد گران شوند، مردم از خرید آنها دست می‌کشند… اقتصادها باید چرخه داشته باشند».
بر اساس داده‌های بازار در سال ۲۰۰۶ که حاکی از کاهش قابل توجهی بود، از جمله فروش کمتر، افزایش موجودی، کاهش قیمت‌های متوسط و افزایش نرخ‌های سلب مالکیت، [نیازمند منبع] برخی از اقتصاددانان به این نتیجه رسیده‌اند که اصلاح در بازار مسکن ایالات متحده از سال ۲۰۰۶ آغاز شده‌است.
گزارش مجله فورچون در ماه مه ۲۰۰۶ در مورد حباب مسکن ایالات متحده بیان می‌کند: "حباب بزرگ مسکن بالاخره شروع به تخلیه کرد… در بسیاری از بازارهای روزگاری ملتهب در سراسر کشور، گزارش‌های کاهش قیمت خرده فروشی را با داستان‌های فهرست انتظار خانه‌های پیش خرید شده و جنگ‌های مزایده ای بر سر خانه‌های سه خوابه استعماری ملال انگیز جایگزین کرده‌اند.».
اقتصاددان ارشد فردی مک و مدیر مرکز مشترک مطالعات مسکن (JCHS) وجود حباب مسکن ملی را رد کردند و و نسبت به هرگونه احتمال کاهش قابل توجه در قیمت مسکن با توجه به افزایس تقاضا به خاطر افزایش جمعیت و حالت اشتغال کامل با دیده تردید نگاه کردند.
با این حال، برخی گفته‌اند که بودجه دریافت شده توسط JCHS از صنعت املاک و مستغلات ممکن است بر قضاوت آنها تأثیر گذاشته باشد.
یوید لری، اقتصاددان ارشد سابق انجمن ملی مشاوران املاک (NAR)، «گزارش‌های ضد حباب» را در اوت ۲۰۰۵ برای «پاسخ به اتهامات حباب غیرمسئولانه ای که رسانه‌های محلی و دانشگاهیان محلی شما مطرح کردند» را منتشرکرد.
به دنبال گزارش‌هایی مبنی بر کاهش سریع فروش و کاهش ارزش قیمت در آگوست ۲۰۰۶، لری اعتراف کرد که انتظار داشت «قیمت مسکن در سطح ملی ۵ درصد کاهش یابد، در برخی بازارها بیشتر، در برخی دیگر کمتر. و چند شهر در فلوریدا و کالیفرنیا، جایی که قیمت خانه به اوج خود رسید، ممکن است «فرود سخت» داشته باشد.
فروش و قیمت مسکن ملی هر دو در مارس ۲۰۰۷ به شدت کاهش یافت - شدیدترین سقوط از زمان بحران پس‌انداز و وام در سال ۱۹۸۹. طبق داده‌های NAR، فروش از اوج ۵۵۴۰۰۰ در مارس ۲۰۰۶ به ۱۳٪ کاهش یافت و به ۴۸۲۰۰۰ رسید و قیمت متوسط ملی از اوج ۲۳۰۲۰۰ دلار در ژوئیه ۲۰۰۶ تقریباً ۶٪ به ۲۱۷۰۰۰ دلار کاهش یافت.